# Église de la Trinité de Brélévenez
Pour les articles homonymes, voir Église de la Trinité.
L’église de la Trinité de Brélévenez est un édifice religieux situé dans l’ancienne commune de Brélévenez, devenue depuis 1961 un quartier de Lannion, dans le département français des Côtes-d'Armor. 
L'église est un remarquable témoin de l'architecture de transition entre l'art roman et l'art gothique.

## Localisation
L'église de la Trinité est construite en haut de la colline du Crec'h Tanet ("la colline du feu") dominant la ville. Elle se situe à environ 50 mètres d’altitude. On y accède depuis le centre-ville par un escalier de 140 marches, bordé de maisons d'un côté.

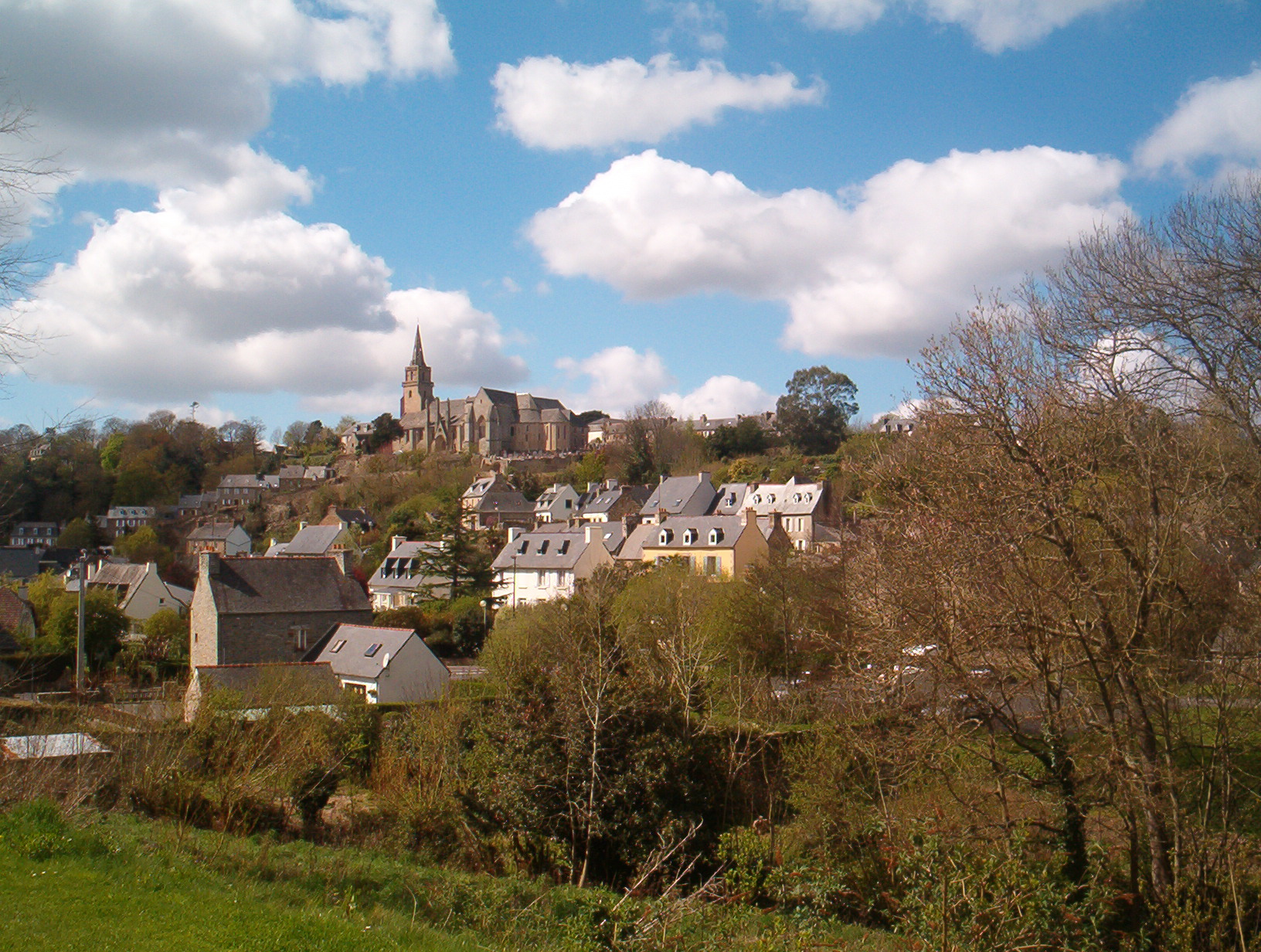
L'église en haut de la colline du Crec'h Tanet
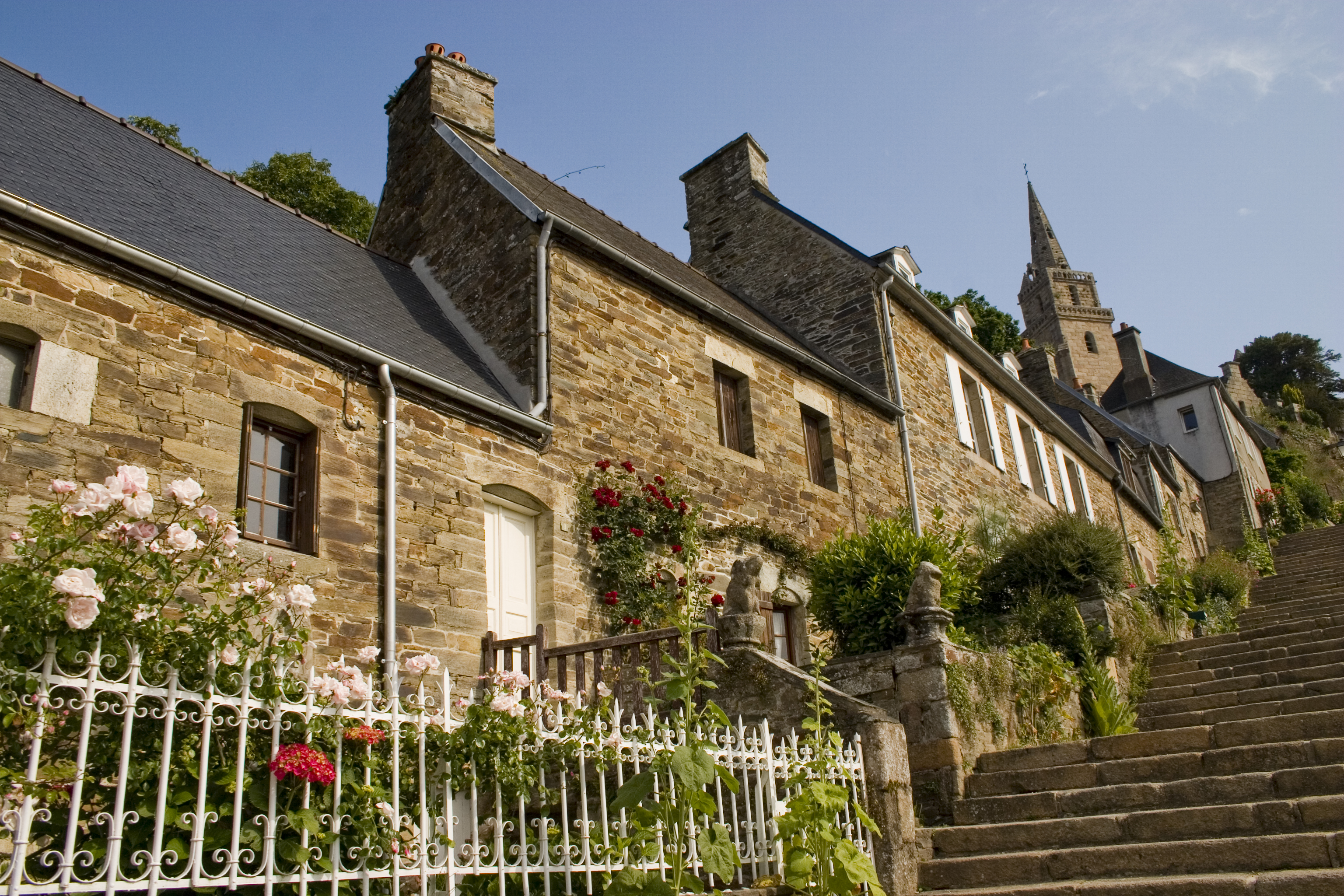
L'escalier.

## Histoire
Elle semble avoir été édifiée à partir de la fin du XIIe siècle sur des substructions du XIe siècle. La construction a débuté par le chœur et la crypte, pour se poursuivre par la nef. Aucun fonds d'archives n’éclairant les étapes de la construction et des modifications de l’édifice, les datations reposent uniquement sur l’analyse stylistique.
On ignore l'identité du commanditaire de cet édifice ambitieux. Il ne devait pas s'agir d'une église paroissiale (celle-ci se trouvait au village du Rusquet jusqu’au XVIIIe siècle) mais du sanctuaire d'un établissement monacal, construit à la fin du XIIe siècle, peut-être par les Trinitaires (appelés aussi Mathurins) ou, comme le veut la tradition locale, par les Templiers. Ces derniers possédaient des domaines dans la paroisse. Outre la tradition, cette attribution s’appuie sur des pierres tombales gravées de la croix de Malte et d’une épée présentes sur le site. Une autre hypothèse la fait édifier par les chevaliers de l’Ordre de Montjoie (Brélévenez signifiant « Mont de la Joie »).  
Au XIIIe siècle, on ajoute deux chapelles latérales formant faux-transept au long volume de l’église.
Au XIVe siècle, du fait de sa position dominante, l'église est fortifiée par Olivier V, Connétable de Clisson, pendant la Guerre de Succession de Bretagne. Jean IV, duc de Bretagne, fait intervenir Philippe Le Hardi, duc de Bourgogne afin d’obtenir la démilitarisation de l’église pour la rendre au culte.
Les fortifications bâties par Olivier de Clisson sont démantelées, entraînant la reprise des murs de la nef. À la même période, les voûtes des bas-côtés sont reprises et les chapelles latérales agrandies.
Le clocher est édifié au XVe siècle.
Le chœur est remanié au XVIIe siècle pour y placer l’imposant retable baroque commandé en 1660 par le comte Pierre de Laval et son épouse. 
L’église devient paroissiale en remplacement de celle du Rusquet au XVIIIe siècle. La crypte est remaniée. On édifie la chapelle du Mont Carmel à la jonction de la nef et de la chapelle nord.
La sacristie est reconstruite en 1845 à l’emplacement d’une plus ancienne, obstruant des fenêtres romanes.
Au milieu du XIXe siècle, on reconstruit l'escalier qui relie l'église à la ville basse, fragilisé par l'extraction de schiste.
Elle est classée au titre des monuments historiques par arrêté du 25 août 1909.
L’église est restaurée au cours des années 1990. A compter du 15 février 2025, elle est fermée par la municipalité pour raisons de sécurité.

## Architecture
L'église, de belle dimension, fait plus d’une cinquantaine de mètres de long. Elle présente un plan en croix latine s’achevant par un chœur à déambulatoire à chapelle axiale unique. Les deux chapelles latérales, construites à partir du XIIIe siècle, forment un faux transept (sans correspondance avec le volume central, continu, édifié à partir de la fin du XIIe siècle). La chapelle nord est plus importante que la chapelle sud, créant une asymétrie.  
On note une hétérogénéité dans les matériaux de construction. Un granit rosé (granit de Yaudet) a été utilisé pour les parties romanes, alors qu’un schiste vert provenant de la carrière ouverte au flanc de la colline a généralement été employé lors des modifications et ajouts ultérieurs. Ces reprises ont touché la presque totalité des murs extérieurs en dehors de ceux du chevet. 

### Extérieur
La partie extérieure la plus remarquable est le beau chevet (fin XIIe siècle) de granit rose, encore roman dans sa conception avec ses contreforts formés de colonnes engagées à chapiteaux sculptés, ses modillons où l'on distingue des têtes malgré l'usure prononcée et ses hautes fenêtres étroites de plein cintre. Il dénote une influence saintongeaise. En Bretagne, on retrouve ce type d’animation murale au chevet de Sainte-Croix de Quimperlé et au mur sud de Saint-Sauveur de Dinan.
Le porche sud, en granit rose, date également de la fin XIIe siècle. Les voussures de profil brisé, soulignées de motifs en zigzag, retombent sur des colonnettes aux chapiteaux sculptés. Deux colonnettes superposées l’encadrent, supportant deux masques (celui-de droite est à presque disparu avec l'érosion) et  la dernière archivolte. Il s’achève par un pignon percé d’un oculus aveugle, surmonté de trois curieux pilastres datant de 1639. Ceux-ci pourraient être une référence à la Trinité, mais leur fonction pourrait être simplement structurelle : peser sur le mur afin d’éviter qu’il déverse vers l’extérieur sous la poussée des voûtes, en remplacement d’arcs boutants.
Le côté sud, renforcé de contreforts maçonnés, est percé de fenêtres gothiques à remplages. Le transept sud (schiste vert) est percé d’une belle fenêtre flamboyante, déplacée de la chapelle nord lors de la construction de la sacristie en 1845. Il est flanqué d'une tour carrée de faible hauteur du XIVe siècle, la tour Plomb (référence à son matériau de couverture), qui a servi de tour de guet pendant la guerre de Succession de Bretagne. Un ossuaire en granit du XVe siècle provenant de l’ancienne église paroissiale du Rusquet est adossé à l'est du transept. 
L'église est dominée à l’ouest par un clocher-porche en granit rose du XVe siècle. Au sommet, la chambre des cloches en retrait est surmontée d’une flèche octogonale ajourée. Chacun des deux niveaux est entouré d’une balustrade ouverte d’arcades trilobées.
La sacristie attenante au nord, sans caractère, a été édifiée en 1845.

En face du porche, au débouché de l’escalier, se trouve un socle Renaissance qui servait de support au tronc d’offrande. 

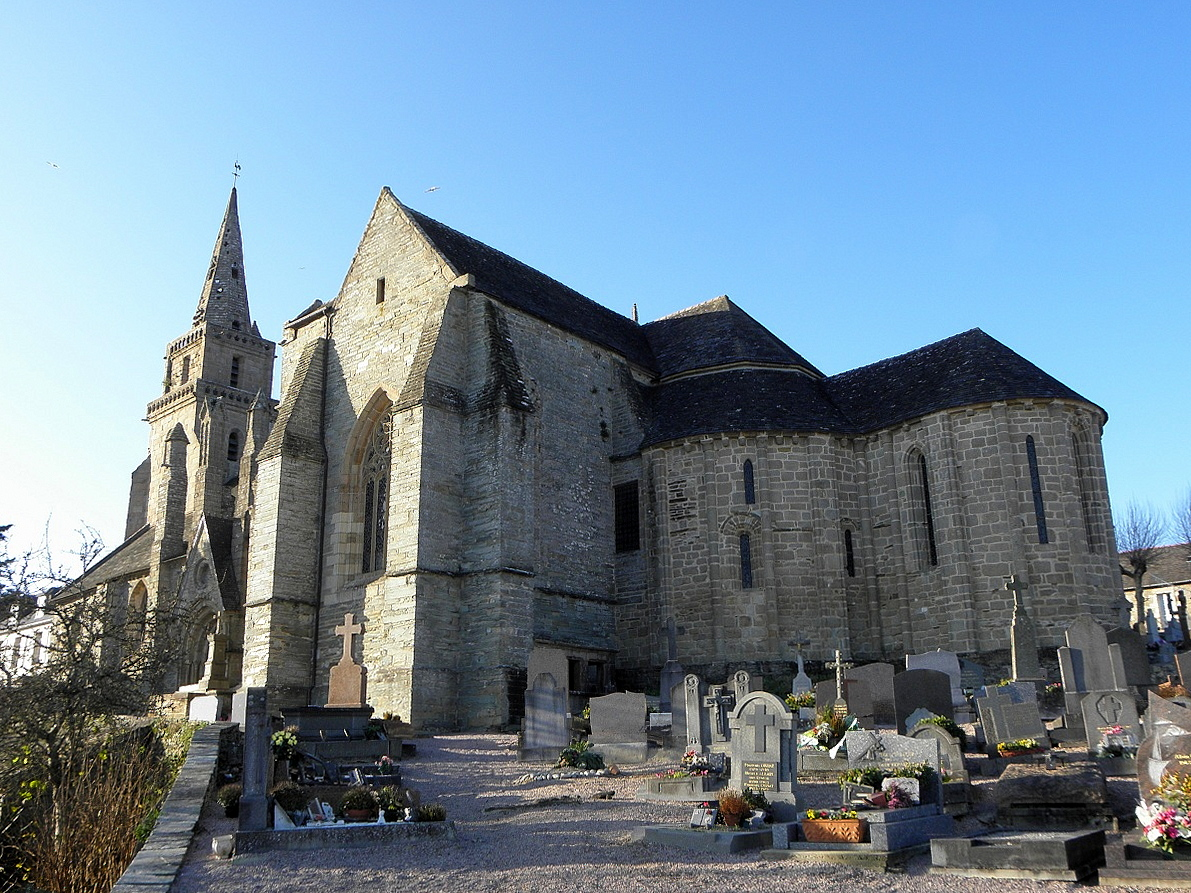
Le chevet roman et le transept sud.
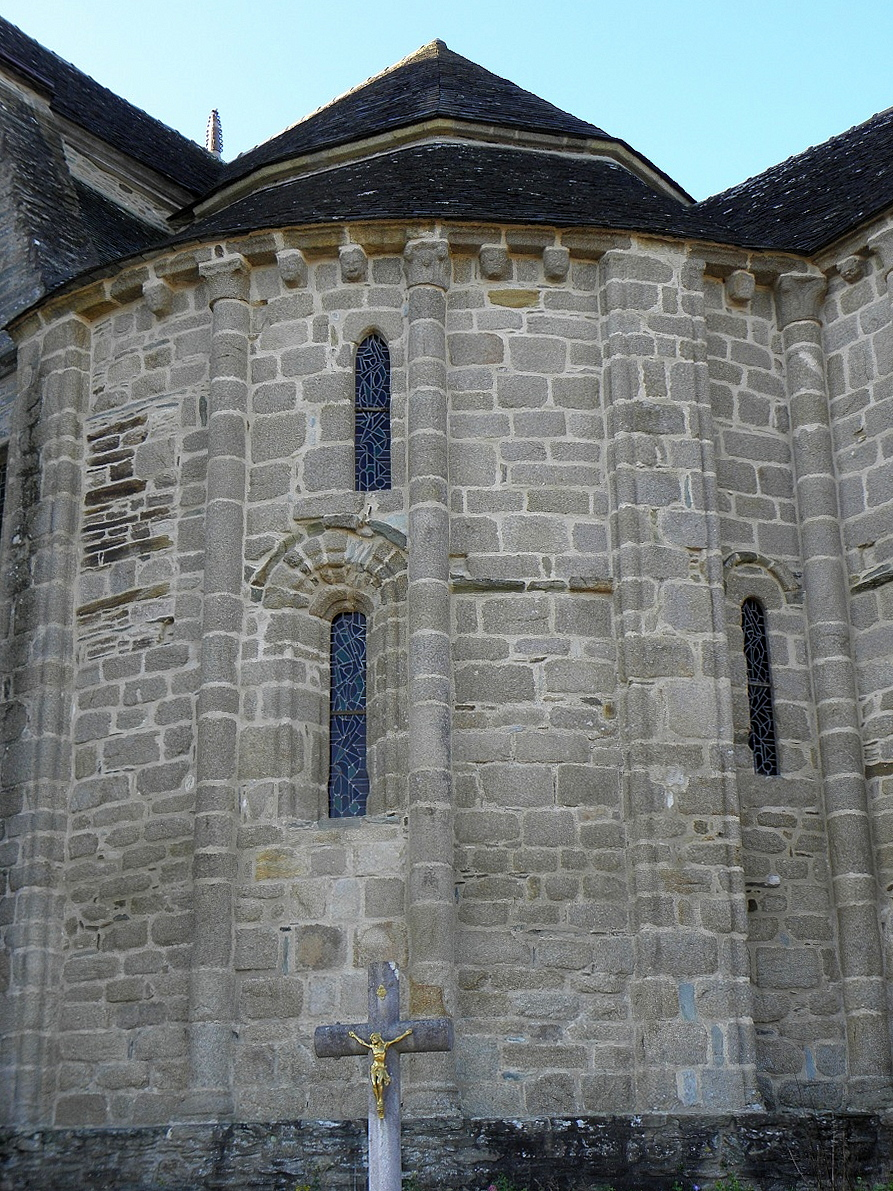
L'abside romane.
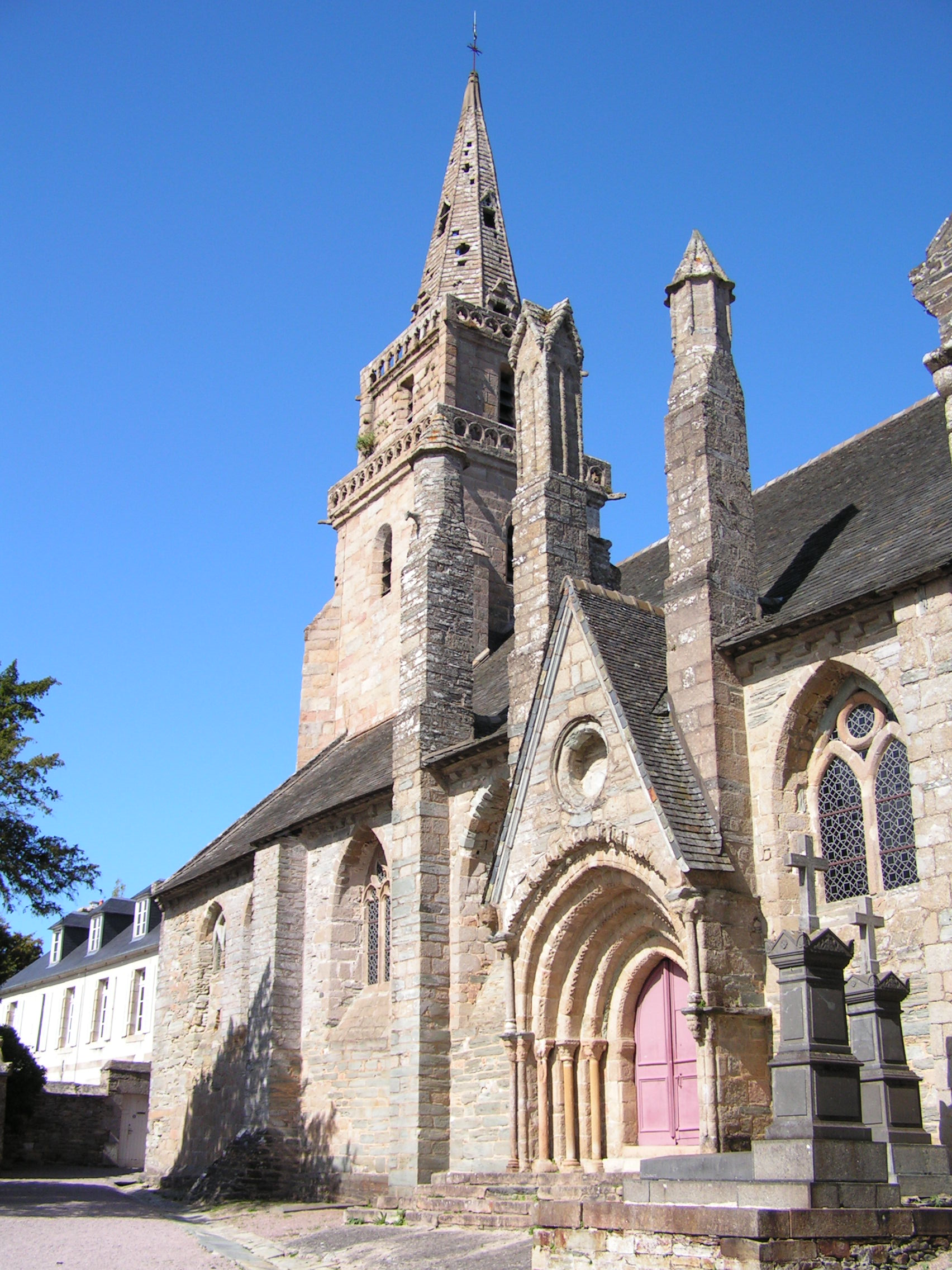
Le porche sud, les trois piliers et le clocher
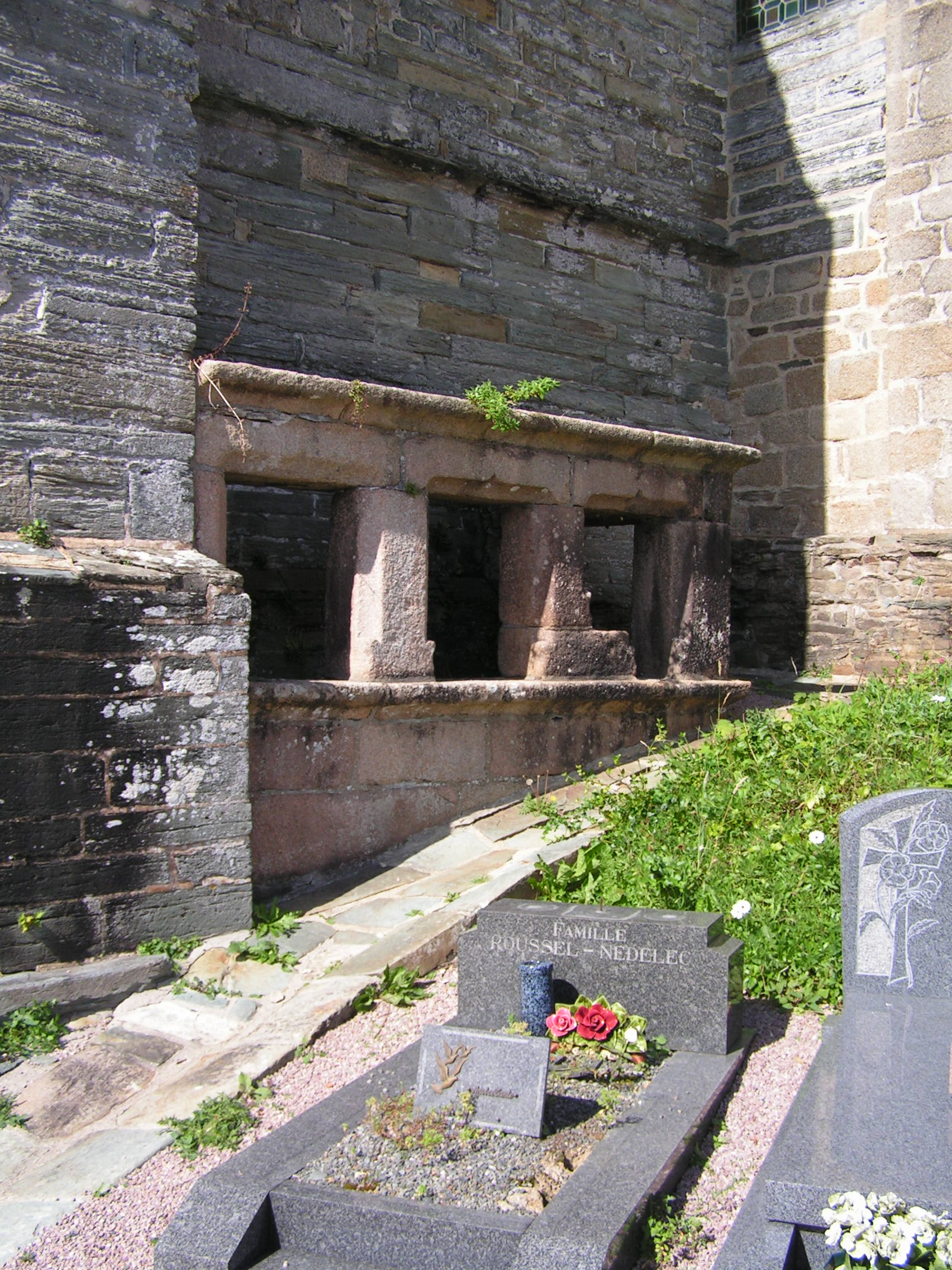
L'ossuaire

### Intérieur

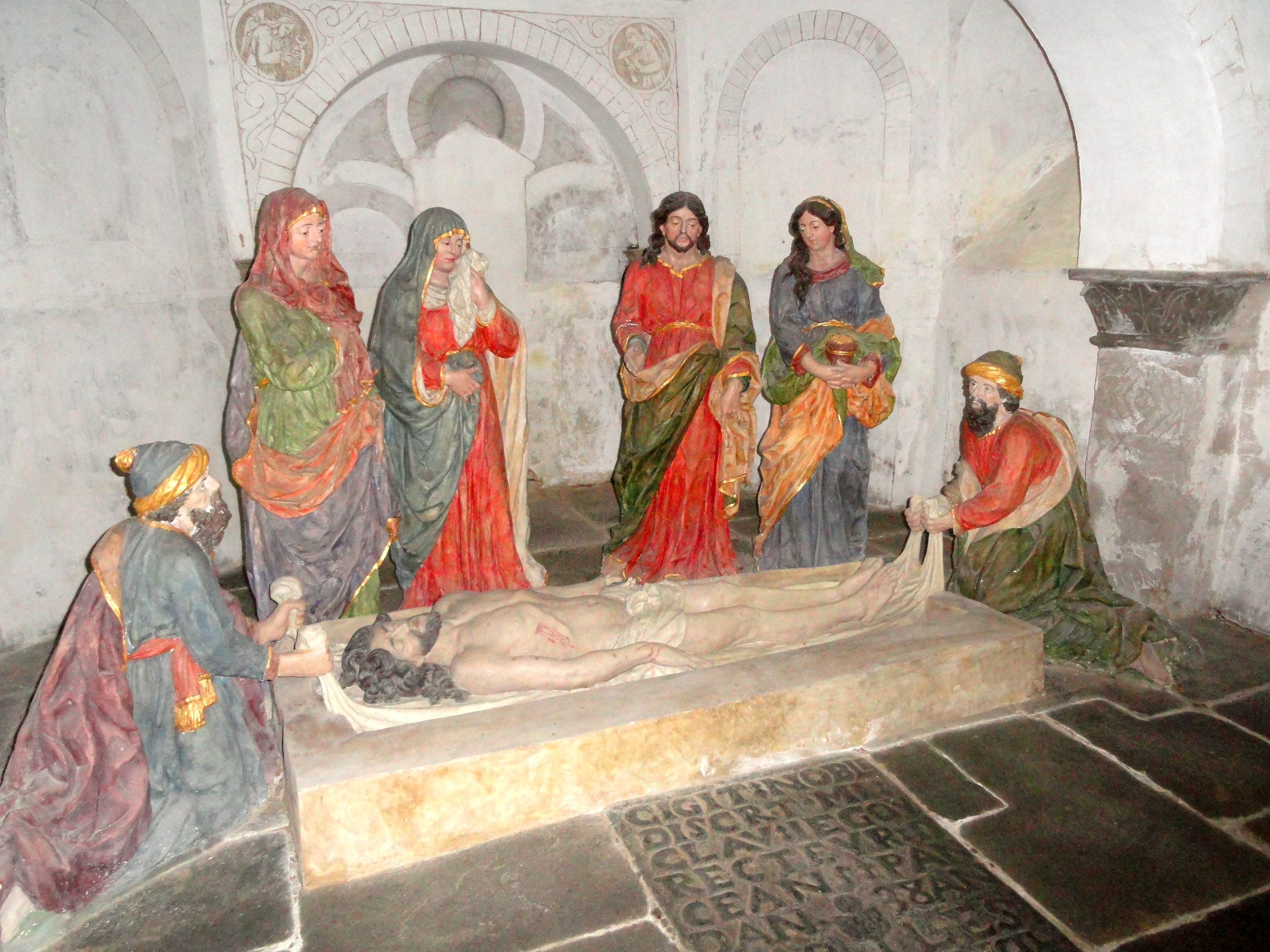
Mise au tombeau du XVIII

La longue nef de 11 travées (en comptant celle du clocher) débouche directement sur le chœur, sans transept. Couvert de lambris peint reposant sur sablières sculptées, le long volume s'ouvre sur les bas-côtés par des arcs brisés reposant sur de grosses piles rondes. Celles-ci penchent vers l'intérieur de la nef du fait de la pression des voûtes des bas-côtés. Les travées sont marquées par des colonnes engagées partant des chapiteaux des colonnes et montant jusqu'aux cintres. Au-dessus des grandes arcades, un triforium aveugle formé de baies géminées en arc brisé court tout le long de la nef et du chœur, souligné à sa base par une moulure. L’animation du mur forme un quadrillage comme dans l'église Saint-Malo d'Yvignac. 
Les collatéraux sont voutés d'ogives. Celles-ci ont été reprises à la fin du XIVe siècle, comme l’attestent les armoiries des clefs de voûte (notamment celles de Thomas de Kérimel, mort en 1397) ainsi que celles des Trogoff et des Cresolles et des Le Du (ou Douic). 
Légèrement surélevé, le chœur repose sur une crypte du XIIe siècle, probablement la partie la plus ancienne de l'édifice, totalement remaniée en 1809. Il est entouré d'un déambulatoire à chapelle axiale voûté d'ogives reposant sur de grosses colonnes côté chœur et sur des colonnes engagées côté mur. Les chapiteaux des piliers du chœur sont ornés de feuillage, ceux des colonnes engagées sont plus variés (végétaux, têtes...). Les ogives du déambulatoire présentent un profil archaïque, soulignées par un gros tore comme à l'abbaye Sainte-Trinité de Lessay (XIe siècle). Une unique chapelle dédiée à sainte Marie-Madeleine ouvre sur le déambulatoire, dans l’axe. Elle est couverte d’une voûte d’ogive à multiples nervures. L’édification d’un chœur à déambulatoire voûté, plan généralement réservé aux édifices les plus prestigieux, (cathédrales, abbatiales, sanctuaires de pèlerinage importants) dénote l’importance de l’édifice et l’ambition de ses commanditaires.  

Les chapelles latérales formant transept (commencées au XIIIe siècle et agrandies au XIVe siècle) sont voûtées sur croisées d’ogives.  

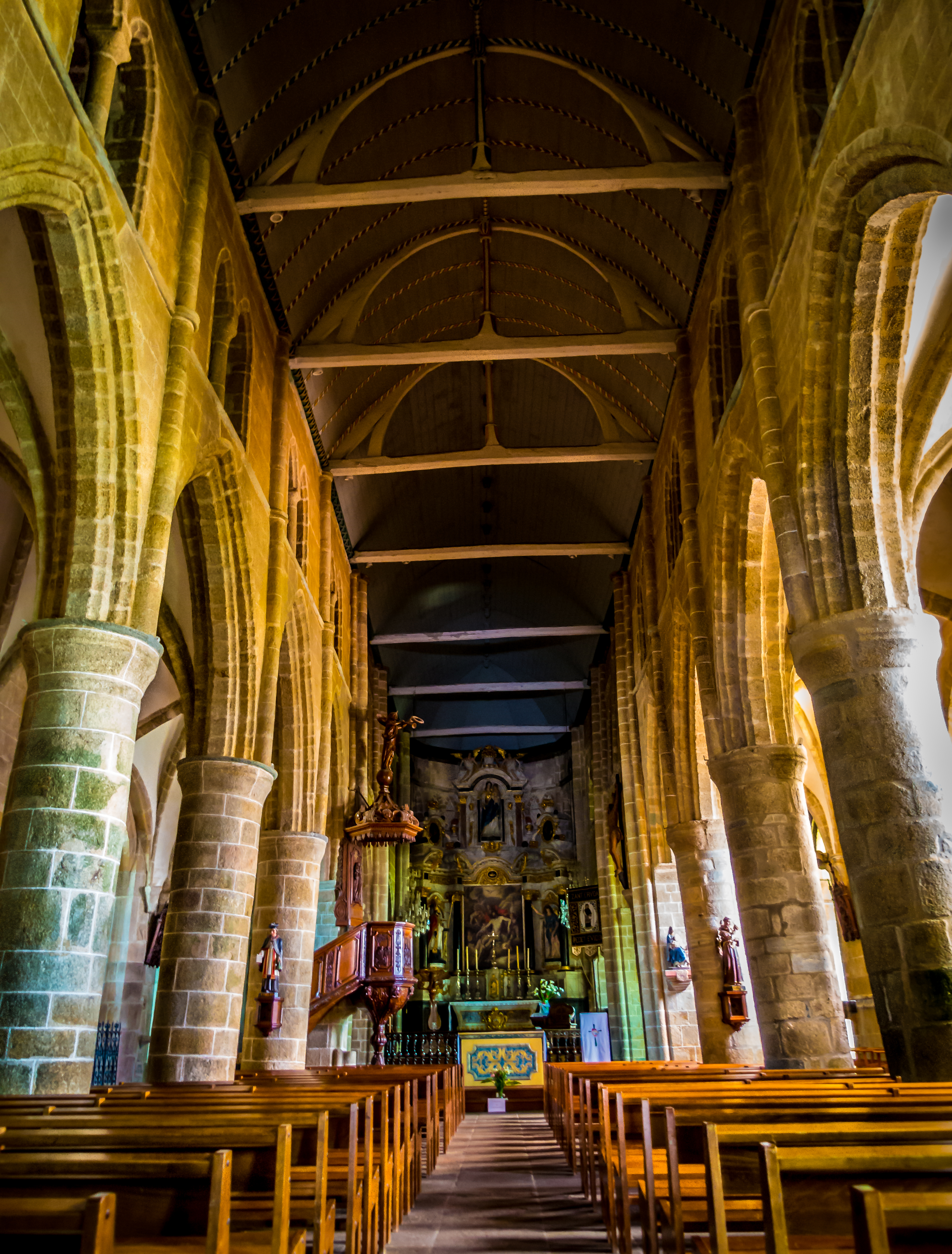
La nef
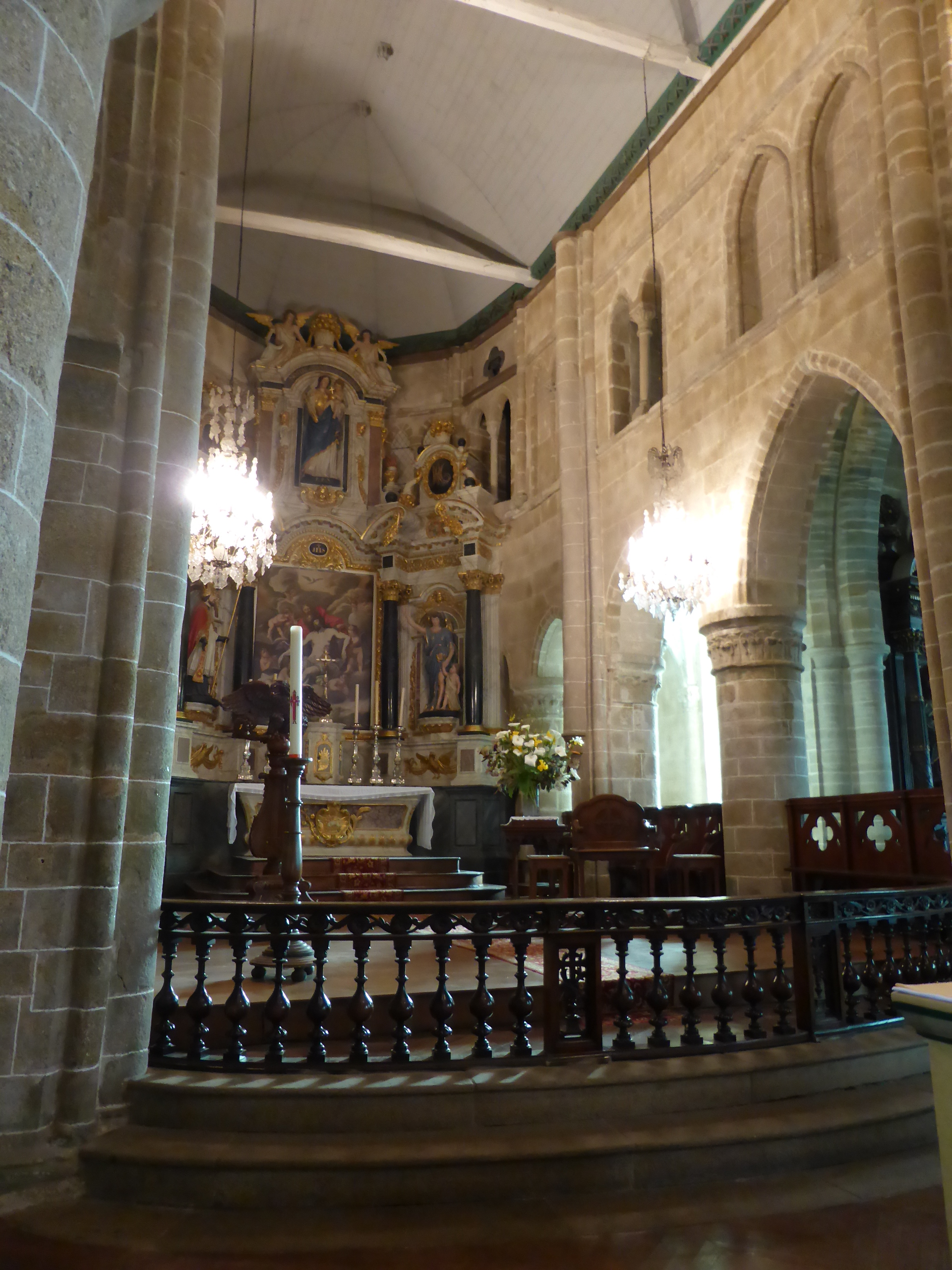
Le chœur et le Maître-autel
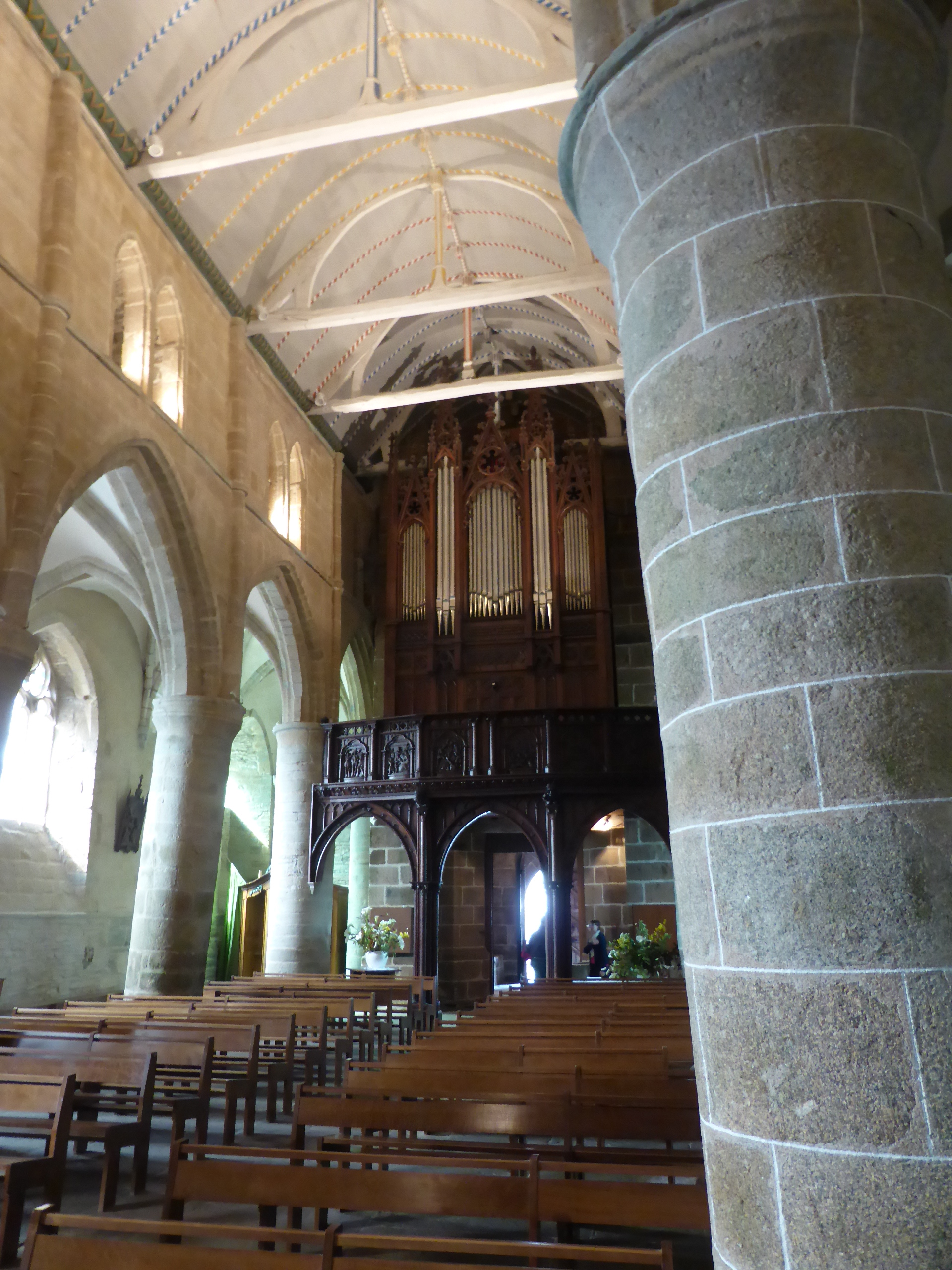
L'orgue au fond de la nef.

## Mobilier
La crypte contient une remarquable Mise au Tombeau polychrome du XVIIIe siècle de l’atelier Guérin, classée, dont les personnages grandeur nature sont sculptés dans du calcaire,. 
L’église compte cinq retables classés. 
Le fond du chœur est occupé par un immense retable baroque qui occulte le rond-point. Datant de 1660, il est construit en tuffeau et orné de colonnes de marbre noir. Il est de la main d’Olivier Martinet, de Laval, et porte les armes du comte de Lannion, son commanditaire. Au centre, un tableau représentant une descente de Croix trinitaire (le Christ mort soutenu par Dieu le Père, sous l'Esprit Saint figuré par une colombe), encadré par trois statues placées dans des niches : une Vierge à l’enfant au-dessus, un évêque et un ange conduisant un enfant de part et d’autre,. 

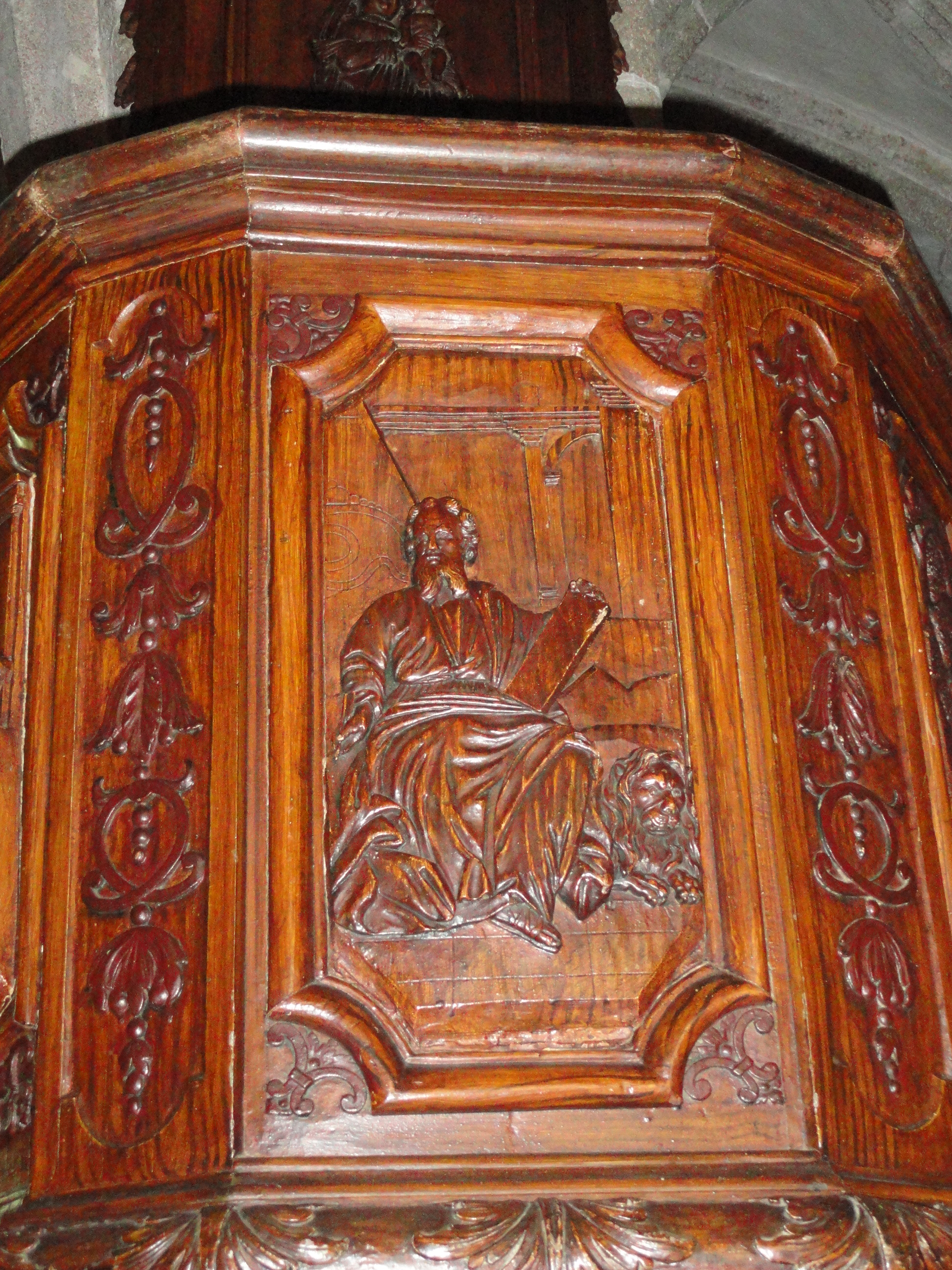
La chaire classée

Quatre autres retables baroques du XVIIe siècle ornent les chapelles latérales. Dans la chapelle sud, le Retable des Tisserands encadre un tableau représentant la Pentecôte. Dans la chapelle nord, un retable dédié à Saint Gilles et Saint Loup et le retable de la confrérie des Trépassés, orné de têtes de mort. Dans la chapelle du Mont Carmel se trouve un retable en stuc figurant la Vierge donnant le scapulaire à Saint Dominique et Sainte Catherine de Sienne,.
L’église abrite également trois sculptures classées : Christ aux Liens, XVIe siècle,, Vierge à l'Enfant avec saint Jean-Baptiste, XVIe siècle. Au-dessus de la porte de la sacristie, un beau bas-relief du XVe siècle représente la Vierge en orante entourée de six Apôtres, avec trace de polychromie,.
Le grand bénitier rectangulaire inclus dans le mur à gauche de la porte d'entrée est une ancienne mesure à grain du XIIIe siècle gravée d'une inscription en latin et réutilisé.
Dans la chapelle du Mont Carmel, la cuve des fonts baptismaux du XVe siècle, ornée de têtes d’anges et d’écussons martelés, a été achetée à la paroisse de Plestin-les-Grèves au XIXe siècle.
La chaire, classée, et le lutrin, datent du XVIIIe siècle et sont l’œuvre de l’atelier Guérin.
Le buffet d'orgue est une œuvre du facteur d'orgue Jules Heyer, élève d'Aristide Cavaillé-Coll, réalisée en 1862. Il remplaçait l'orgue du XVIIe siècle détruit lors de la Révolution.  Il a été restauré et étendu en 1980 par le facteur Jean Renaud, de Nantes.